# Dipartimento di Aguie
Il dipartimento di Aguie è un dipartimento del Niger facente parte della regione di Maradi. Il capoluogo è Aguie.

## Geografia antropica
Il dipartimento di Aguie è suddiviso in 4 comuni:

### Comuni urbani
- Aguie

### Comuni rurali
- Gangara
- Gazaoua
- Tchadoua